# Renault RS01
El Renault RS01 fue un monoplaza de Fórmula 1 diseñado por Renault para la temporada 1977, 1978 y 1979. Fue conducido por Jean-Pierre Jabouille y René Arnoux.

## Resultados

### Fórmula 1
(Clave) (negrita indica pole position) (cursiva indica vuelta rápida)

| Año     | Equipo             | Motor                             | Neu | Piloto                | 1   | 2   | 3   | 4   | 5   | 6   | 7   | 8   | 9   | 10  | 11  | 12  | 13  | 14  | 15  | 16  | 17  | Puntos | Pos. |
| ------- | ------------------ | --------------------------------- | --- | --------------------- | --- | --- | --- | --- | --- | --- | --- | --- | --- | --- | --- | --- | --- | --- | --- | --- | --- | ------ | ---- |
| 1977    | Equipe Renault Elf | Renault-Gordini EF1 1.5L V6 turbo | M   |                       | ARG | BRA | RSA | USW | ESP | MON | BEL | SWE | FRA | GBR | GER | AUT | NED | ITA | USA | CAN | JPN | 0      | NC   |
| 1977    | Equipe Renault Elf | Renault-Gordini EF1 1.5L V6 turbo | M   | Jean-Pierre Jabouille |     |     |     |     |     |     |     |     |     | Ret |     |     | Ret | Ret | Ret | DNQ |     | 0      | NC   |
| 1978    | Equipe Renault Elf | Renault-Gordini EF1 1.5L V6 turbo | M   |                       | ARG | BRA | RSA | USW | MON | BEL | ESP | SWE | FRA | GBR | GER | AUT | NED | ITA | USA | CAN |     | 3      | 12°  |
| 1978    | Equipe Renault Elf | Renault-Gordini EF1 1.5L V6 turbo | M   | Jean-Pierre Jabouille |     |     | Ret | Ret | 10  | NC  | 13  | Ret | Ret | Ret | Ret | Ret | Ret | Ret | 4   | 12  |     | 3      | 12°  |
| 1979    | Equipe Renault Elf | Renault-Gordini EF1 1.5L V6 turbo | M   |                       | ARG | BRA | RSA | USW | ESP | BEL | MON | FRA | GBR | GER | AUT | NED | ITA | CAN | USA |     |     | 26*    | 6°   |
| 1979    | Equipe Renault Elf | Renault-Gordini EF1 1.5L V6 turbo | M   | Jean-Pierre Jabouille | Ret | 10  | Ret | DNS |     |     |     |     |     |     |     |     |     |     |     |     |     | 26*    | 6°   |
| 1979    | Equipe Renault Elf | Renault-Gordini EF1 1.5L V6 turbo | M   | René Arnoux           | Ret | Ret | Ret | DNS | 9   | Ret |     |     |     |     |     |     |     |     |     |     |     | 26*    | 6°   |
| Fuente: |                    |                                   |     |                       |     |     |     |     |     |     |     |     |     |     |     |     |     |     |     |     |     |        |      |